# Communauté de communes du Vièvre-Lieuvin
Die Communauté de communes du Vièvre-Lieuvin (CCVL) ist ein ehemaliger französischer Gemeindeverband mit der Rechtsform einer Communauté de communes im Département Eure in der Region Normandie. Sie wurde am 31. Dezember 1997 gegründet und umfasste 14 Gemeinden. Der Verwaltungssitz befand sich im Ort Saint-Georges-du-Vièvre.
Benannt wurde der Gemeindeverband nach der Landschaft Lieuvin und dem Wald Vièvre, der sich im 11. Jahrhundert von Saint-Étienne-l’Allier bis zur Risle erstreckte.

## Historische Entwicklung
Mit Wirkung vom 1. Januar 2017 fusionierte der Gemeindeverband mit
- Communauté de communes du Canton de Cormeilles und
- Communauté de communes du Canton de Thiberville

und bildete so die Nachfolgeorganisation Communauté de communes Lieuvin Pays d’Auge.

## Ehemalige Mitgliedsgemeinden
1. Épreville-en-Lieuvin
2. Lieurey
3. Noards
4. La Noë-Poulain
5. La Poterie-Mathieu
6. Saint-Benoît-des-Ombres
7. Saint-Christophe-sur-Condé
8. Saint-Étienne-l’Allier
9. Saint-Georges-du-Mesnil
10. Saint-Georges-du-Vièvre
11. Saint-Grégoire-du-Vièvre
12. Saint-Jean-de-la-Léqueraye
13. Saint-Martin-Saint-Firmin
14. Saint-Pierre-des-Ifs